# Санскрит
Санскри́т (деванагари: संस्कृत, IAST: saṃskṛta·vāc [səmskr̩t̪ə] или संस्कृतम्, IAST: saṃskṛtam [ˈsɐ̃skr̩tɐm]) — древний язык Индии со сложной синтетической грамматикой. Само слово «санскрит» означает «обработанный, совершенный». Язык относится к индоиранской ветви индоевропейской языковой семьи.
Грамматика санскрита чрезвычайно сложна и архаична. Санскрит считается одним из самых флективных языков мира.
Санскрит важен для лингвистов своим сходством с древними языками Европы (латынью и древнегреческим), он стал основой для развития сравнительно-исторического языкознания.

## Распространение
Санскрит был распространён в Северной Индии в качестве одного из языков наскальной эпиграфики с I века до н. э. Санскрит следует рассматривать не как язык какого-либо народа, а как язык определённой культуры, распространённый исключительно в среде социальной элиты, по меньшей мере начиная со времён античности. Эта культура представлена главным образом индуистскими религиозными текстами, и так же, как латынь и греческий язык на Западе, санскрит на Востоке в последующие века стал языком межкультурного общения учёных и религиозных деятелей.
В настоящее время санскрит является одним из двадцати двух официально признанных языков Индии.

## Влияние на другие языки и культуры
Санскрит повлиял на развитие языков Индии и Непала (главным образом в лексике) и на некоторые другие языки, оказавшиеся в сфере санскритской или буддийской культуры (язык кави, тибетский язык). В Индии санскрит используется как язык гуманитарных наук и религиозного культа, в узком кругу — как разговорный язык. На санскрите написаны произведения художественной, религиозной, философской, юридической и научной литературы, оказавшие влияние на культуру Юго-Восточной и Центральной Азии и Западной Европы.
Работы по лексике и грамматике на санскрите, собранные воедино в пятом веке до н. э. индийским лингвистом и грамматистом Панини в «Восьмикнижие», были самыми ранними в истории работами по изучению языка. Они повлияли на возникновение морфологии и многих лингвистических дисциплин в Европе.
Из ныне существующих более всего сейчас похож на санскрит литовский язык. Древние языки Европы — латынь и греческий — имеют общие корни и другие сходства с санскритом, с ним также связано большинство языков Европы (за исключением финно-угорских языков, абхазо-адыгских и нахско-дагестанских языков, мальтийского и баскского языков), а также многие языки Передней Азии (иранские языки, армянский язык).

## Название
Характерное для брахманов произношение, где слог ri часто ставится на месте древнего слогового гласного звука ṛ, послужило прообразом ставшего теперь традиционным для Европы произношения слова «санскрит». Значение слова संस्कृता saṃskṛtā — «литературный», в противопоставление народным, нелитературным пракритам. Само название ничего не говорит о национальной принадлежности языка, так как в Древней Индии, вероятнее всего, и не могли ещё знать, что существуют иные литературные языки, кроме индийского. В наше время им пришлось бы называть этим словом любой язык, сопровождая это слово другим, говорящим о его национальной принадлежности.
Само же название «санскрит» достаточно недавнее, в течение многих веков этот язык называли просто वाच IAST: (vāc) или शब्द IAST: (śabda) «слово, язык», расценивая его в качестве единственной возможности для ведения речи. Несколько метафорических наименований, таких как गीर्वांणभाषा IAST: (gīrvāṇabhāṣā) «язык богов», указывают на его исключительно религиозный характер.

## Письменность
Единой системы письменности для санскрита не существует. Это объясняется тем, что литературные произведения передавались в основном устно. Когда же возникала необходимость записать текст, обычно использовался местный алфавит. Старейшая известная система письменности для санскрита называется брахми. На брахми написан уникальный памятник древнеиндийской истории — «Надписи Ашоки» (III век до н. э.). Примерно к тому же периоду относится письменность кхароштхи. С IV по VIII века н. э. основным типом письменности стал гупта. С VIII века начинает формироваться письменность шарада. Деванагари как письменность санскрита начал активно использоваться в VII и утвердился в конце X—XII веке. Даже после освоения письменности индийцы продолжали заучивать тексты наизусть с целью оградить культуру от необразованных (низших каст).

## История
Санскрит развился на полуострове Индостан, языковая традиция которого — одна из самых старейших среди всего человечества. Санскрит относится к индийским языкам древнего периода, который длился до начала нашей эры, и для древнего периода он являлся главным языком на полуострове. В широком смысле слова, санскрит — древнеиндийский язык, наиболее старые тексты на котором датируются приблизительно XII в. до н. э. В узком смысле под санскритом понимается язык в обработанном, литературно нормализованном виде, который сформировался примерно в середине первого тысячелетия до нашей эры и с тех пор практически не менялся.
Санскрит принадлежит к индоиранской ветви индоевропейской языковой семьи.
Санскрит первоначально был языком повседневного человеческого общения, но постепенно приобрёл другую функцию и стал языком культуры и индуистской религии — он трансформировался подобно латыни в Европе. Индуисты используют санскрит до сих пор, в переписи населения современной Индии на вопрос о родном языке около пятисот человек ответили: «Родной язык — санскрит».
Санскрит оказал глубокое влияние на языки северной Индии, такие как хинди, урду, бенгали, маратхи, кашмирский язык, пенджаби, непальский и цыганский языки.
Внутри обширной индоевропейской языковой семьи санскрит подвергся тем же звуковым изменениям, что и все остальные языки группы satem (эти изменения в особенности хорошо прослеживаются также у балтийских, славянских и древнеармянского языков), хотя индоиранские языки разделяет также ряд характерных общих черт с фракийским и албанским языками. Для того, чтобы дать объяснение общим чертам, присущим санскриту и другим индоевропейским языкам, многие учёные придерживаются теории миграции, утверждая, что исконные носители языка-предка санскрита пришли в современные Индию и Пакистан с северо-запада приблизительно в начале II тысячелетия до н. э. Доказательства этой теории включают в себя близкое родство индоиранских языков с балтийскими и славянскими языками, наличие у них языковых заимствований из неиндоевропейских финно-угорских языков, а также наличие общих выявленных индоевропейских слов для обозначения флоры и фауны.
Существовал параллельно с родственным ему древнеиранским языком (подветвь, которая включает в себя по крайней мере два выявленных языка — авестийский и древнеперсидский).
Судя по обнаруженным в стране хеттов документам, составленным ещё на одном индоевропейском языке (хеттском), имеющем несколько индоарийских слов — существительные (термины коневодства), а также имена собственные, — возможно определить, что на некоторой форме индоарийского языка разговаривали в западной Азии ещё в XIV в. до н. э.

### Ведийский санскрит
Ведийский санскрит, или язык Вед, представляет собой язык нескольких памятников древнеиндийской литературы, включающих сборники гимнов, жертвенных формул («ऋग्वेद — Риг-веда», «सामवेद — Сама-веда», «Яджур-веда», «Атхарва-веда») и религиозных трактатов (Упанишады). Большая часть этих произведений написана на т. н. «средневедийском» и «нововедийском языках», за исключением «Риг-веды», язык которой может рассматриваться как самая древняя форма ведийского санскрита. Язык Вед отстоит от классического санскрита примерно на такой же промежуток времени, как и греческий язык эпохи Гомера отстоит от классического древнегреческого языка. Древнеиндийский лингвист Панини (около V века до н. э.) считал ведийский и классический санскрит разными языками. И сейчас многие учёные рассматривают ведийский (наиболее древний) и классический санскрит как разные диалекты. Но в целом эти языки очень схожи. Считается, что классический санскрит произошёл от ведийского.
Из ведийских памятников самым древним признана «Риг-веда», последним — Упанишады. Чрезвычайно трудно датировать саму «Риг-веду», а следовательно, и начало действительной истории ведийского языка: священные тексты в самую раннюю эпоху своего существования произносились вслух и заучивались наизусть (что делается и в настоящее время). Сейчас лингвисты выделяют множество исторических страт в ведийском языке (по крайней мере две или три), исходя из грамматики и стилистических особенностей текстов. Девять первых книг «Риг-веды» можно условно назвать написанными на «древневедийском языке».

### Эпический санскрит
Эпический санскрит является переходной формой от ведийского к классическому. Эта форма санскрита является более поздней формой ведийского санскрита, прошедшей некоторую языковую эволюцию (например, на этом этапе развития языка отмечают исчезновение субъюнктива). Эпический санскрит является предклассической формой санскрита и употреблялся около V или IV вв. до н. э. Для этой формы санскрита можно было бы подобрать определение «поздневедийский язык». Считается, что именно исходная форма этого санскрита являлась тем языком, который Панини, без сомнения являвшийся первым лингвистом Античности (хотя его структуралистский подход мог быть и плодом более древнего наследия), описал грамматически и фонологически в своей точно составленной и непревзойдённой по формализму работе. Структурно трактат Панини под названием «Аштадхьяйи» является полным аналогом современных подобных же лингвистических работ, для чего современной науке пришлось пройти тысячелетия своего развития. В самом же трактате Панини стремится описать язык, на котором говорил он сам, в то же время употребляя и ведийские обороты, не упоминая при этом, что они уже являются архаическими. Именно в эту эпоху санскрит начинает подвергаться упорядочению и нормализации. На эпическом санскрите написаны такие известные произведения, как «Рамаяна» и «Махабхарата».
Отклонения языка эпоса от изложенного в работе Панини языка общепринято объяснять не тем, что он был создан до Панини, а «инновациями», произошедшими под влиянием пракритов. Традиционные санскритские учёные называют такие отклонения «IAST: ārṣa» (आर्ष) — произошедшими от риши, как традиционно называли древних авторов. В некотором смысле эпос содержит больше «пракритизмов» (заимствований из общеупотребительного языка), чем собственно классический санскрит. Также и буддистский гибридный санскрит являлся литературным языком эпохи средневековой Индии, имевшим своей основой ранние буддистские тексты, написанные на пракрите, который впоследствии постепенно в большей или меньшей степени был ассимилирован классическим санскритом.

### Появление пракритов
Появление первых пракритов (प्रकृति, IAST: prâkrit или IAST: prākṛta «обычный [язык]») относится к III веку до н. э., выявлению этого события во многом способствовали надписи царя Ашоки. Эти языки соответствуют менее «благородным», чем санскрит, диалектам, то есть разговорным и народным языкам, используемым в ежедневной практике, быстро отделившимся один от другого и давшим рождение множеству индоарийских языков, присутствующих на индийском субконтиненте. Все они происходят от одного индо-арийского корня, и каждый из них претерпел свою собственную эволюцию и имеет свою собственную судьбу. Среди прочих, от таких же пракритов произошли такие современные языки, как хинди, пенджаби и бенгали. Эти языки являются «вульгарными», или грубыми, в такой же степени, в какой является таковой «вульгарная» латынь, то есть все эти языки являются языками, «на которых говорит народ»; их статус местных говоров, не считавшихся настоящими языками, объясняет тот факт, что, по крайней мере до XIX века, литература на современных индийских языках не могла вытеснить санскритскую литературу.
Помимо надписей Ашоки, в санскритских текстах также было выявлено множество оборотов из пракритов, главным образом это были тексты театральных пьес, в которых персонажи низших сословий большей частью изъясняются на разговорном языке; тем не менее эти свидетельства являются скорее вымышленными и не могут рассматриваться как истинные. В этом случае можно провести аналогии с неким «патуа», используемом в некоторых пьесах Мольера, таких как «Дон Жуан», где автор пытается изобразить разговорную речь; то, что присутствует там, никоим образом нельзя рассматривать как истинную французскую разговорную речь той эпохи, поскольку в пьесе используется только искусственно созданное её подобие. Таким образом, хотя литература на пракрите и существовала, большей частью за ней был скрыт классический, а не разговорный язык. Один из пракритов, пали, имеет другую судьбу. Этот язык сам стал священным языком буддизма направления тхеравада и практически с тех пор не эволюционировал, оставаясь представленным в своём исконном виде на богослужениях и в религиозных текстах вплоть до наших дней. И наконец, религия джайнизма изложена на другом пракрите — ардхамагадхи, что позволило сохраниться его многочисленным свидетельствам, хотя снова в таком же фиктивном виде, что и в случае с пракритами, изложенными в санскритской литературе. Тем не менее всё это даёт общее представление о пракритах, используемых в классический период индийской истории.

### Классический санскрит
Первая критика пракритов появляется во II веке до н. э. в комментариях Патанджали, сделанных им к грамматике Панини (в его работе «Махабхашья»). В этой работе комментатор доказывает, что санскрит всё ещё является живым языком, но что диалектные формы могут его вытеснить. Таким образом, в трактате признаётся существование пракритов, но употребление разговорных форм языка строго осуждается, запись же грамматических норм ещё более стандартизирована. Именно с этого момента санскрит окончательно застывает в своём развитии, становясь классическим санскритом, обозначаемым также термином saṃskr̥ta (который, тем не менее, ещё не употреблялся Патанджали), который можно перевести как «законченный, завершённый; совершенно изготовленный» (таким же эпитетом описываются и различные блюда).
Согласно Тивари (1955), в классическом санскрите имелось четыре основных диалекта: пашчимоттари IAST: paścimottarī (северо-западный, также называемый северным или западным), мадхьядеши IAST: madhyadeśī (букв.: «центральная страна»), пурви IAST: pūrvi (восточный) и дакшини IAST: dakṣiṇī (южный, появившийся в классический период). Предшественники первых трёх диалектов присутствовали в Брахманах Вед, из которых первый рассматривался как наиболее чистый («Каушитаки-брахмана», 7.6).
После наступления нашей эры язык более не употребляется в своём естественном виде, он существует только в виде грамматик и больше не эволюционирует. Санскрит становится языком богослужений и языком принадлежности к определённой культурной общности, не имея какой-либо связи с живыми языками, часто используемый в качестве «lingua franca» и литературного языка (употребляемого даже народами, говорящими на языках никак не родственных древнеиндийскому, как, например, дравидийскими народами). Такое положение будет существовать до тех пор, пока около XIV века произошедшие от пракритов неоиндийские языки не начнут использоваться при письме, вплоть до XIX века, когда санскрит будет полностью вытеснен национальными языками Индии из литературы. Примечательно, что тамильский язык, принадлежащий к дравидийской языковой семье, не имеющий никакой родственной связи с санскритом, но также принадлежащий к очень древней культуре, очень рано начал конкурировать с санскритом начиная с первых веков нашей эры. В санскрите даже имеется несколько заимствований из этого языка.
Многочисленные социолингвистические исследования употребления санскрита в устной речи явственно указывают на то, что его устное использование весьма ограничено и что язык больше не имеет развития. Основываясь на этом факте, многие учёные делают вывод, что санскрит стал «мёртвым» языком, хотя и само определение этого понятия не столь очевидно. Так, Шелдон Поллок (2001) описывает санскрит в сравнении с другим «мёртвым» языком латынью:
Оба языка умирали медленно, исчезнув сначала в качестве литературного языка, но одновременно гораздо дольше сохраняли своё значение, используясь в учёной среде с её стремлениями к универсальности. Оба этих языка подвергались периодическим обновлениям или же искусственному возрождению, иногда в связи с желаниями политических кругов… И в то же самое время… оба они стали ещё сильнее связаны исключительно лишь с тесными формами религии и её служителями, несмотря на многие века использования в светских кругах.Поллок Ш., 2001
Вытеснение санскрита из использования в литературе и политических кругах было связано с ослаблением институтов власти, поддерживающих его, а также с возросшей конкуренцией с разговорными языками, носители которых стремились развивать свою собственную национальную литературу. Многочисленные региональные вариации этого процесса вызвали неоднородность исчезновения санскрита на индийском субконтиненте. Например, после XIII века в некоторых областях империи Виджаянагара в качестве литературного языка наряду с санскритом использовался кашмири, но санскритские работы не имели хождения за её пределами.
Но несмотря на уменьшение использования санскрита в устной речи, санскрит продолжает использоваться в письменной культуре Индии, и тот, кто мог читать местные языки, обычно мог также читать и санскрит. Существует раздел Википедии на санскрите. С момента обретения независимости Индии в 1947 году было создано более 3000 санскритских работ.
Как результат продолжающихся усилий по возрождению санскрита, 14 135 человек указали, что санскрит является их родным языком в индийской переписи населения 2001 года. Также в непальской переписи населения 2011 года 1669 человек указали санскрит своим первым языком. Для сохранения непрерывной традиции санскритской учёности, как Индией, так и Непалом были организованы санскритские университеты, работа которых ведется на санскрите. Наиболее известными из них являются Санскритский университет Непала и Раштрия Санскрит Санстхан.

## Лингвистические черты

### Фонетика и фонология
Классический санскрит насчитывает около 36 фонем. Если учитывать аллофоны (а система письма их учитывает), то общее количество звуков в языке увеличивается до 48. Важной особенностью языка является смыслоразличительная долгота, как в балтских языках.

#### Гласные
Ниже представлены гласные санскрита. В деванагари (системе записи) гласные в начале строки и в слоге обозначаются разными способами — в первом случае буквой (см. первый столбец), во втором — диакритическим знаком (второй столбец).
| Заглавная буква | В слоге с «प्» | Произношение | Произношение в слоге /p/ | обозначение в IAST | обозначение в ITRANS | Приблизительное описание                                                                             |
| --------------- | ------------- | ------------ | ------------------------ | ------------------ | -------------------- | --- |
| अ               | प             | /ɐ/ или /ə/  | /pɐ/ или /pə/            | a                  | a                    | Как а в «раджа» или первое о (шва) в «голова»                                                        |
| आ               | पा             | /aː/         | /paː/                    | ā                  | A                    | Как ударное а в «собака, палка», только долгое                                                       |
| इ               | पि             | /i/          | /pi/                     | i                  | i                    | Более закрытый, чем русское и, короткий                                                              |
| ई               | पी             | /iː/         | /piː/                    | ī                  | I                    | Долгий вариант предыдущего                                                                           |
| उ               | पु             | /u/          | /pu/                     | u                  | u                    | Как русское у, короткий                                                                              |
| ऊ               | पू             | /uː/         | /puː/                    | ū                  | U                    | Долгий вариант предыдущего                                                                           |
| ऋ               | पृ             | /ɻ/          | /pɻ/                     | ṛ                  | R                    | Изначально слоговое «р», в современном хиндустанском произношении реализуется как «ри» с кратким «и» |
| ॠ               | पॄ             | /ɻː/         | /pɻː/                    | ṝ                  | RR                   | Удвоенный вариант предыдущего                                                                        |
| ऌ               | पॢ             | /ɭ/          | /pɭ/                     | ḷ                  | LR                   | Л с выгнутым назад языком. Редкий звук, встречается в телугу, норвежском.                            |
| ॡ               | पॣ             | /ɭː/         | /pɭː/                    | ḹ                  | LRR                  | Удвоенный вариант предыдущего                                                                        |
| ए               | पे             | /eː/         | /peː/                    | e                  | e                    | Долгое е, как в «место»                                                                              |
| ऐ               | पै             | /əi/         | /pəi/                    | ai                 | ai                   | Дифтонг как i в английском mite («аи»)                                                               |
| ओ               | पो             | /oː/         | /poː/                    | o                  | o                    | Долгое «о»                                                                                           |
| औ               | पौ             | /əu/         | /pəu/                    | au                 | au                   | Дифтонг как ou в английском house («ау»)                                                             |

Долгие гласные звучат примерно в два раза дольше коротких. Есть ещё, правда, признанная далеко не всеми, третья степень длительности — так называемая плути. Она используется главным образом в звательном падеже.
Гласные /e/ и /o/ являются аллофонами звуков /ai/, /au/ индоиранского праязыка, и поэтому рассматриваются как дифтонги, хотя по сути являются простыми долгими звуками.
- В деванагари существует ещё несколько символов:
  - Диакритический знак ं анусвара, (IAST: ṃ). Применяется для обозначения следующего за гласным назального призвука, который, в зависимости от фонетического окружения, может принимать различные формы — [ŋ] перед гортанными, [ɳ] перед ретрофлексными, а также /n/ или /m/ на конце слов или между гласными, например, पं /pəŋ/. Может указывать на изменение тембра (как во французском)(?).
  - Диакритический знак ः висарга, обозначает /əh/ (IAST: ḥ); например, पः /pəh/.
  - Диакритический знак ँ чандрабинду или анунасика[29] . Может использоваться вместо анусвары для обозначения назализации. Характерен для ведийского санскрита; например, पँ /pə̃/.
- Гласная /aː/, хотя и описана как задняя, на самом деле, является более передней, чем её английский аналог /ɑː/.
- В системе письма деванагари к любой согласной, за которой не стоит гласная, всегда присоединяется диакритический знак вирама ् , который значит «стоп» и указывает на то, что эта согласная лишена гласной.
- Гласная не произносится после согласной, помеченной знаком вирама, например буква प् читается как «п», а без вирамы प — как «па».

#### Согласные
В таблице приведены согласные звуки санскрита и их обозначения в деванагари, международном фонетическом алфавите и IAST. Поскольку деванагари — это слоговое письмо, то все согласные буквы, если они не должны читаться как слог, имеют на письме вираму.
| कण्ठ्य Задне-язычные | पालव्य Нёбные | मूर्धन्य Головные | दन्त्य Зубные | ओष्ठ्य Губные |                        |
| क् k                | च् c         | ट् ʈ ṭ          | त् t         | प् p         | глухие                 |
| ख् kʰ kh            | छ् cʰ ch     | ठ् ʈʰ ṭh        | थ् tʰ th     | फ् pʰ ph     | придыхательные глухие  |
| ग् g                | ज् ɟ j       | ड् ɖ ḍ          | द् d         | ब् b         | звонкие                |
| घ् gʰ gh            | झ् ɟʰ jh     | ढ् ɖʰ ḍh        | ध् dʰ dh     | भ् bʰ bh     | придыхательные звонкие |
| ङ् ŋ ṅ              | ञ् ɲ ñ       | ण् ɳ ṇ          | न् n         | म् m         | назальные согласные    |
|                    | य् j y       | र् ɻ r          | ल् l         | व् w v       | полугласные            |
|                    | श् ʃ ś (ç)   | ष् ʂ ṣ          | स् s         |             | шипящие                |
| ह् ɦ h              |             |                |             |             | звонкие фрикативные    |

### Морфология
Грамматика санскрита очень сложна. В санскрите три числа — единственное, двойственное и множественное, три лица — первое (я), второе (ты) и третье (он, она, оно), около пятнадцати времён и наклонений. Развита система причастий (активные настоящего времени, пассивное настоящего времени, активное прошлого времени, пассивное прошлого времени и другие), инфинитив. Инфинитив и причастия образуются суффиксами, глаголы и наклонения — от корней, с помощью личных окончаний, инфиксов и правил изменения корня по временам и ганам.

#### Приставки
В санскрите 22 приставки. Приставки вместе с корнем образуют основу, которая может образовывать либо существительные, причастия и прилагательные путём добавления первичных суффиксов, либо глаголы путём видоизменения основы и добавления окончания согласно правилам спряжения глаголов.
Приставки меняют значение корня и его свойства.

#### Склонение основ
Существительные, прилагательные, причастия, числительные и местоимения в санскрите склоняются по восьми падежам и трем числам (единственное, двойственное и множественное). Существительное образуется путем соединения глагольного корня с первичным суффиксом, полученная форма называется основой, или stem. Для того, чтобы использовать слово в речи, основа получает окончание соответствующего падежа и числа.
Основная таблица падежных окончаний слов в санскрите:
|   |              | единственное | двойственное | множественное |             |
|   |              | एकवचनम्       | द्विवचनम्       | बहुवचनम्        |             |
| 1 | Именительный | स् (ः)         | औ            | अः             | कर्तृ-कारकम्    |
| 2 | Винительный  | अम्           | औ            | अः             | कर्म-कारक     |
| 3 | Творительный | आ            | भ्याम्          | भिः             | करण-कारक     |
| 4 | Дательный    | ए            | भ्याम्          | भ्यः            | सम्प्रदान-कारकम् |
| 5 | Исходный     | अः            | भ्याम्          | भ्यः            | अपादान-कारकम्   |
| 6 | Родительный  | अः            | ओः            | आम्            | समबन्धः       |
| 7 | Местный      | इ            | ओः            | सु             | अधिकरण-कारकम्  |
| 8 | Звательный   |              | औ            | अः             | संबोधन-कारकम्   |

Основы склоняются по видоизмененным окончаниям из этой таблицы. Существуют 17 карантов-согласных, на которые может заканчиваться основа (च् ज् त्‌ थ् ध् द् प् भ् न् म् ह् य् र् व् श् ष् स्), и 10 карантов-гласных (औ ओ ऐ ऋ ऊ उ ई इ आ अ). Карант — буква, на которую оканчивается основа. Каждый карант имеет свои нюансы склонения по этой таблице (окончания меняются относительно основной таблицы).
Падежи в санскрите отвечают на следующие вопросы:
1. именительный падеж (Nominativus) — субъект (кто делает?);
2. винительный падеж (Accusativus) — объект (над чем производит действие?);
3. творительный падеж (Instrumentalis) — инструмент (с помощью чего делает?);
4. дательный падеж (Dativus) — отдавание навсегда, не на время (кому?);
5. отложительный падеж (Ablativus) — причина действия (откуда? от чего?);
6. родительный падеж (Genetivus) — связь с объектом (чей?);
7. местный падеж (Locativus) — место действия (где?). Местный падеж используется с корнями «любить», «доверять», пример: моя любовь в тебе.
8. звательный падеж (Vocativus) — тот, к кому обращаются.[31]

#### Глагол
В санскрите существует понятие глагольного корня. Полный список глагольных корней дается в книге Дхату-патха санскр. धातुपाठः. Эта книга была написана грамматиком Панини в IV веке до нашей эры. В книге более 2000 корней, из них 566 наиболее часто используются. Корни в Дхату-патхе делятся на 10 ган (глав) по типу спряжения глаголов, которые из них образуются.
Из корней образуются не только глаголы, но и другие части речи — причастия, существительные, прилагательные.
Существительные, прилагательные и причастия (почти всегда) образуются путем добавления к корню 17-18 первичных регулярных суффиксов и более ста первичных иррегулярных суффиксов. Первичные регулярные суффиксы:
 अ ,अ (ण), अन, त, अक , तृ, इन् , तुम् (तुकाम् तुमनस्), अनीय, य, तव्य, तवत् (तवन् तवति), त्वा, ति, क्विप् , अम् (ण), अत् , आन / मान 
Как буквы в алфавите деванагари систематизированы в столбцы и строки по общим параметрам, так и глагольные корни санскрита делятся на группы по сходствам параметров:
- на 10 ган (по способу спряжения);
- на сетовые सेट् и анитовые अनिट् по инфиксу «и», который появляется или нет при словообразовании и спряжении;
- тематические и атематические по способу спряжения (добавлению инфикса «а» при спряжении),
- на три типа: атманепади (आत्मनेपदम्), парасмайпади (परस्मैपदम्) и убхайпади (उभयपदम्) по выгодополучателю глагола[30].

Глаголы в санскрите делятся на группы:
- на транзитивные и интранзитивные (переходные и непереходные) — по наличию объекта действия (например, «читать книгу» — объект действия есть, «жить» — объекта действия нет);
- на три типа: атманепади (आत्मनेपदम्,) парасмайпади (परस्मैपदम्) и убхайпади (उभयपदम्) по выгодополучателю глагола. В атманепади — получатель выгоды — субъект действия, в парасмайпади — неизвестный другой субъект, в убхайпади — возможны оба варианта.

##### Времена
Времена делятся по типу спряжения на систему Сарвадхату (настоящее, прошлое простое, императив, оптатив) и систему Артхадхату (будущее простое, будущее возможное, перфект, аорист, благословительное наклонение, кондиционалис). Императив, оптатив, кондиционалис и благословительное наклонение по сути не времена, а наклонения. Сарвадхату отличается от Атхадхату общими правилами изменений корней во временах, входящих в систему.
Западная и восточная традиции говорят о глаголе в санскрите разными терминами. Например, все личные окончания грамматика санскрита делит на Атманепади (перевод: «слово для себя») и Парасмайпади (перевод: «слово для другого»). Смысл, который вкладывает грамматика санскрита в эти два термина: глаголы в форме атманепади — это действия, совершенные для себя (для автора действия), глаголы в форме парасмайпади — это действия, совершенные для других людей. То есть, термин описывает выгодополучателя действия.
Западная грамматика перевела термин как активный (парасмайпада) и средний (атманепада) залоги.
Глагол любого времени и наклонения формируется из корня двумя операциями: формированием основы времени или наклонения и прибавление к основе личных окончаний времени или наклонения.

###### Настоящее время
वर्तमानकालः (laṭ.) — название времени в грамматике санскрита, praesens (pr.) — латинский термин, принятый западной лингвистикой.
Личные окончания глаголов настоящего времени для тематических ган (в iast) :
|        | для тематических ган  | для тематических ган | для тематических ган | для тематических ган | для тематических ган | для тематических ган |
|        | Парасмайпада          | Парасмайпада         | Парасмайпада         | Атманепада           | Атманепада           | Атманепада           |
|        | единственное          | двойственное         | множественное        | единственное         | двойственное         | множественное        |
| ------ | --------------------- | -------------------- | -------------------- | -------------------- | -------------------- | -------------------- |
| 1 лицо | -аmi                  | -аvaḥ                | -аmaḥ                | -i                   | -avahe               | -amahe               |
| 2 лицо | -si                   | -thaḥ                | -tha                 | -se                  | -ithe                | -dhve                |
| 3 лицо | -ti                   | -taḥ                 | -nti                 | -te                  | -ite                 | -nte                 |
|        | для атематических ган |                      |                      |                      |                      |                      |
| 1 лицо | -mi                   | -vaḥ                 | -maḥ                 | -i                   | -vahe                | -mahe                |
| 2 лицо | -si                   | -thaḥ                | -tha                 | -se                  | -āthe                | -dhve                |
| 3 лицо | -ti                   | -taḥ                 | -anti                | -te                  | -āte                 | -ate                 |

###### Основа настоящего времени (а также всех времён сарвадхату)
Основы настоящего времени образуются по-разному для разных корней. Корни разделены на 10 ган по принципу формирования основы. Ганы делятся на две части: тематические (основа заканчивается на букву «а», термин «тема» — из греческой грамматики) и атематические (нет буквы «а» на конце основы).
Тематические ганы:
- I гана: корень в степени гуна + инфикс «अ». Пример: √ भू; гуна корня + अ + ति = भवति.
- Исключения — некоторые корни этой ганы значительно видоизменяются в основе настоящего времени: √ गम् — गच्छ् , √ इष् — इच्छ् , √ दृश् — पश्य् , √ पा — पिब् , √ स्था — तिष्ठ्. Около 1000 корней в этой гане.
- IV гана: корень + инфикс «य». Пример: √ नृत् + य + ति = नृत्यति.
- VI гана: корень + инфикс «а». Пример: √ लिख् + अ + ति = लिखति
- X гана: корень в степени гуна или вриддхи + инфикс «अय». Пример: √ चुर्; гуна корня + अय + ति = चोरयति.
- Атематические ганы
- II гана: окончание прибавляется к неизменному корню: инфикса нет. Пример: √अस् + ति = अस्ति.
- III гана: удвоение корня. Пример: √दा + √दा + ति = ददाति.
- V гана: инфикс न् (उ) внутри корня. Пример: √युज् + नु + ते = युङ्क्ते.
- VII гана: инфикс न внутри корня. Пример: √भिद् + न+ ति = भिनत्ति.
- VIII гана: инфикс उ. Пример: √कृ + उ + ति = करोति.
- IX гана: инфикс ना, назальные выпадают, сампрасарана, Пример: √ ज्ञा знать.[32]

В примерах 3-е лицо единственное число, настоящее время.

### Синтаксис
Синтаксис санскрита — наиболее сложная и отличающаяся от произошедших из него языков часть санскрита. Синтаксис осложнен самасами — сложными словами, образованными из нескольких объединённых смыслом существительных, прилагательных, причастий, числительных, местоимений. Слова в самасе теряют падежное, родовое и числовое окончание, что осложняет перевод, их называют основами (корень плюс суффикс, инфикс, приставка). Сложное слово может состоять из самас разного типа.
Грамматики выделяют такие типы самас:
- татпуруша (तत्पुरुष) — часто встречающаяся самаса. Может состоять из существительных, прилагательных, местоимений, причастий. Перевод начинается с последнего слова — оно основное. «Татпуруша» пример самого термина, перевод дословный: «слуга его», в русском синтаксисе: «его слуга». Может состоять из нескольких основ, каждая из первых подчинена следующему.

- кармадхарая (कर्मधारय)— подвид татпуруша самасы, в котором все основы были изначально в одном падеже. Первый элементы (прилагательное, наречие или причастие) определяет второй элемент.

- бахубрихи (бахуврихи) (बहुव्रीहि) — прилагательное, образованное из двух основ, и ещё несколько смыслонесущих слов (существительное, местоимение и глагол) всегда опущены: баху — много врихи — рис, дословный перевод: многорисовый, полный перевод в русском синтаксисе: тот человек, у которого много риса.

- двандва (द्वन्द्व)— самаса, которая образована перечислением однородных понятий, получает число по количеству членов (если два — двойственное, если три и больше — множественное). перевод — два и два.

- двигу (द्विगु) — подвид татпурушасамасы, в которой первая основа — числительное, описывающее вторую основу, перевод «двигу»: две коровы. Самахара двандва — подвид двандва самасы собирательного значения (тогда у самасы останется единственное число).[34]

- авьяябхава (अव्ययभव) — несклоняемое сложное слово, прилагательное, образованное с участием несклоняемых частичек (наречий, союзов, числительных) и склоняемых слов.

- алуксамаса (अलुक्) — самаса, в которой слова не теряют падежное окончание.

Не только в случае самас слова санскрита сливаются, также слова сливаются по правилам сандхи (взаимного влияния) конечных и начальных букв друг на друга. Например, если одно слово заканчивается на согласную, а второе начинается на гласную, в таком случае два слова сольются на письме и произношении в одно. Но это не самаса, так как падежные и личные окончания не потеряются.

## Образец текста
Статья 1 Всеобщей декларации прав человека:

स्वतन्त्राः जायन्ते सर्वे मनुष्याः गौरव-अधिकार-समः । तर्क-अन्तःकरण-सम्पन्नाः भ्रातृभावेन परस्परं कार्यं कुर्वन्तु ।
Перевод:

Все люди рождаются свободными и равными в своём достоинстве и правах. Они наделены разумом и совестью и должны поступать в отношении друг друга в духе братства.

## История изучения

### История изучения в Европе и мире
В XVII веке большой вклад в изучение санскрита внёс немецкий миссионер Генрих Рот. Он много лет прожил в Индии. В 1660 году он закончил свою книгу на латинском языке Grammaticca linguae Sanscretanae Brachmanum Indiae Orientalis. После возвращения Генриха Рота в Европу были опубликованы выдержки из его работ и лекций, но его главный труд по грамматике санскрита так и не был напечатан (рукопись по сей день хранится в Национальной библиотеке в Риме).
Изучение санскрита в Европе началось с конца XVIII века, в 1786 году его открыл для Европы Уильям Джонс (до этого санскрит был описан французским иезуитом Кёрду в 1767 году и немецким миссионером Ханкследеном, но их работы были опубликованы уже после работ Уильяма Джонса). Знакомство с санскритом сыграло в начале XIX века решающую роль в создании сравнительно-исторического языкознания. Немецкий языковед А. Шлейхер считал санскрит древнейшим индоевропейским языком.
Сэр Уильям Джонс сказал о санскрите на заседании Азиатского общества в Калькутте 2 февраля 1786 года следующие слова:
Санскрит, каким бы ни было его происхождение, обнаруживает удивительное строение: будучи безупречнее греческого и богаче латыни, он изысканнее их обоих. При этом он обладает таким заметным сходством с этими языками в корнях глаголов и грамматических формах, что оно никак не могло возникнуть случайно. Сходство это столь сильно, что ни один филолог, изучавший все три языка, не усомнится в их происхождении от общего предка, возможно уже и не существующего.
В настоящее время академическая среда изучения санскрита локализована во всем мире. Раз в три года в одном из крупных университетов мира проходит Всемирная санскрит-конференция. В 2018 году на конгрессе выступили 600 докладчиков, их слушали тысячи слушателей.

### История изучения в России
В России исследование санскрита было сопряжено с деятельностью учёных-языковедов Петербурга и Москвы и развивалось в лингвистическом направлении, чему способствовало издание во второй половине XIX века так называемых «Петербургских словарей» (большого и малого). «Эти словари создали эру в изучении санскрита… Они явились основой индологической науки на целое столетие…». Автором одного из учебников санскрита был проф. Ф. И. Кнауэр (его «Учебникъ санскритскаго языка» вышел в 1907 году, переизд.: 2001).
Выдающийся вклад в изучение санскрита внесла д. ф. н., профессор МГУ В. А. Кочергина — создательница «Санскритско-русского словаря» и автор «Учебника санскрита». Пособия и исследования по санскриту писали выдающиеся исследователи санскрита Т. Я. Елизаренкова, Вл. Топоров, А. А. Зализняк.
В 1871 году появилась знаменитая статья Д. И. Менделеева «Периодический закон для химических элементов». В ней Менделеев дал периодическую систему по существу в её современной форме и предсказал открытие новых элементов, которые он назвал в стиле санскрита «экабором», «экаалюминием» и «экасилицием» (от санскритского эка «один») и оставил для них в таблице «пустые» места. Менделеев был другом санскритолога Бётлингка, который в это время готовил к публикации 2-е издание своего труда о Панини. По мнению американского лингвиста Пола Крипарского, Менделеев дал санскритские имена «недостающим» элементам с целью выразить своё признание древнеиндийскому санскритскому грамматику. Крипарский также отмечает огромное сходство между периодической таблицей элементов и «Шива-сутрами» Панини. По мнению Крипарского, Менделеев совершил своё открытие в результате поиска «грамматики» химических элементов.